# Edna's Imprisonment
Edna's Imprisonment è un cortometraggio muto del 1911. Il nome del regista non viene riportato nei titoli.
Edna, la protagonista della storia, è interpretata da Edna May Weick, un'attrice bambina di soli sei anni che qui era già al suo quarto film. Nella sua carriera cinematografica, durata fino al 1913, girò trentacinque pellicole.

## Produzione
Il film fu prodotto dalla Edison Manufacturing Company.

## Distribuzione
Distribuito dalla General Film Company, il film - un cortometraggio di una bobina - uscì nelle sale cinematografiche USA il 9 maggio 1911.